# 이호준 (1821년)
이호준(李鎬俊, 1821년 7월 18일 ~ 1901년 2월 28일)은 조선 홍문 관제학, 형조판서, 판의 금부사를 역임한 문신이자 대한제국 제22대 내각총리대신인 이완용의 의붓아버지이다.

## 생애
이호준(李鎬俊)은 1821년 7월 18일 당시 조선 평안도 평안부에서 아버지 이해(李垓)의 아들로 태어났다.
어렸을 때부터 집에서 지내다가 의붓아버지인 이식(李埴)과 의붓어머니 창원 황씨의 양자로 들어갔다.
1864년(고종 1) 경과증광별시문과에 병과로 급제한 뒤 10월에 홍문관 수찬이 되었다. 이어 승정원의 동부승지로 특별 임명되었으며, 1865년 홍문관 부제학을 거쳐 이조참의에 임명되었다. 이듬 해에 다시 홍문관 부제학이 되어 여러 차례 소(疏)를 올리며 소임을 다하였다.
1867년에 예방승지(禮房承旨), 1870년에는 전라도관찰사에 임명되었다. 당시 전라도지방의 행정에 진력해 외침에 대비한 성의 보수(補修)와 군사훈련에 주력하였다. 3년 여의 전라도관찰사를 지낸 뒤 1872년 11월 규장각 직제학이 되었다. 1874년 형조판서에 올랐으며, 이듬 해에는 시강원우빈객과 좌부빈객으로 세자의 교육을 맡았다.
1879년 한성부판윤이 되었다가 다시 형조판서를 거쳐, 이듬 해에 예조와 이조 판서를 역임하였다. 1883년 병조판서가 되고, 같은 해 9월 판의금부사로 특별 발탁되었다. 갑신정변 직전인 1884년 6월에는 동지 겸 사은정사(冬至兼謝恩正使)로 청나라에 다녀오기로 되어 있었으나, 청나라에 다녀와 복명(復命)하였는지는 분명하지 않다.
1885년 5월 예조판서를 거치고 그 해 8월 판돈녕부사 · 판의금부사 · 홍문관 제학 등을 두루 거쳤으며, 이듬 해 2월에는 다시 예문관제학이 되었다. 그 해 6월에 경상도관찰사로 다시 외직에 나갔다. 전라도에 이어 경상도의 관찰사를 역임하여 당대의 관리 중에서 누구보다 지방 실정에 밝은 관리가 될 수 있었다.
1888년에는 공조판서 · 예문관제학 · 규장각제학 · 판의금부사 등을 다시 역임하였다. 1889년에 이르러서는 판의금부사 · 홍문관제학을 지내고 이듬 해 형조판서 · 판의금부사, 1893년 판중추부사를 지냈다.
1896년에는 품계가 정1품에 오르고 규장원경 겸 왕태자궁일강관(奎章院卿兼王太子宮日講官)이 되었으며, 칙임관3등에 올랐다. 이듬 해 중추원의장에 칙임관1등이 되었고, 1898년 궁내부 특진관이 되었다. 같은 해 의정부참정(議政府參政)을 지냈으며, 1899년에는 금보전문서(金寶篆文書) 서사관(書寫官)을 지냈다. 1901년 궁내부특진관으로 재임하였다.
1. ↑  족제인 이호석의 친아들로 이호준의 양자로 들어갔다.